# Bolsa de Hong Kong
La Bolsa de Hong Kong (en inglés: Hong Kong Stock Exchange, en chino : 香港聯合交易所 o 聯交所) es la bolsa de valores de Hong Kong. Tiene una capitalización de 10.000.000 millones de dólares de Hong Kong (1.300.000 millones de dólares USD). Es una de las ocho bolsas más importantes del mundo.